# 대한민국 민법 제1071조
대한민국 민법 제1071조는 비밀증서에 의한 유언의 전환에 대한 민법 상속법 조문이다.

## 조문
제1071조(비밀증서에 의한 유언의 전환) 비밀증서에 의한 유언이 그 방식에 흠결이 있는 경우에 그 증서가 자필증서의 방식에 적합한 때에는 자필증서에 의한 유언으로 본다.

第1071條(秘密證書에 依한 遺言의 轉換) 秘密證書에 依한 遺言이 그 方式에 欠缺이 있는 境遇에 그 證書가 自筆證書의 方式에 適合한 때에는 自筆證書에 依한 遺言으로 본다.

## 비교 조문
일본민법 제971조(방식에 없는 비밀증서유언의 효력) 비밀증서에 의한 유언은 전조에 정하는 방식에 없는 것이 있어도 제968조에 정하는 방식을 구비하고 있을 때에는 자필증서에 의한 유언으로서 그 효력을 가진다.

## 참고 문헌
- 오현수, 일본민법, 진원사, 2014. ISBN 978-89-6346-345-2
- 오세경, 대법전, 법전출판사, 2014 ISBN 978-89-262-1027-7
- 이준현, LOGOS 민법 조문판례집, 미래가치, 2015. ISBN 979-1-155-02086-9